# Дейв Голланд
Девід Голланд (англ. Dave Holland; народ. 1 жовтня 1946, Вулвергемптон, Стаффордшир, Англія) — англійський контрабасист, бас-гітарист, віолончеліст, композитор і бендлідер, який виступає і записує музику вже п'ять десятиліть. З початку 1970-х років живе у США.
Його обширна дискографія варіюється від сольних виступів до творів для біг-бенду. Голланд керує власним незалежним лейблом звукозапису Dare2, який він заснував у 2005 році.